# 费恩多夫
费恩多夫是奥地利克恩顿州菲拉赫兰县的一个市镇。总面积31.41平方公里，总人口2263人，人口密度72.0人/平方公里（2011年）。